# ヤマハ・BT1100

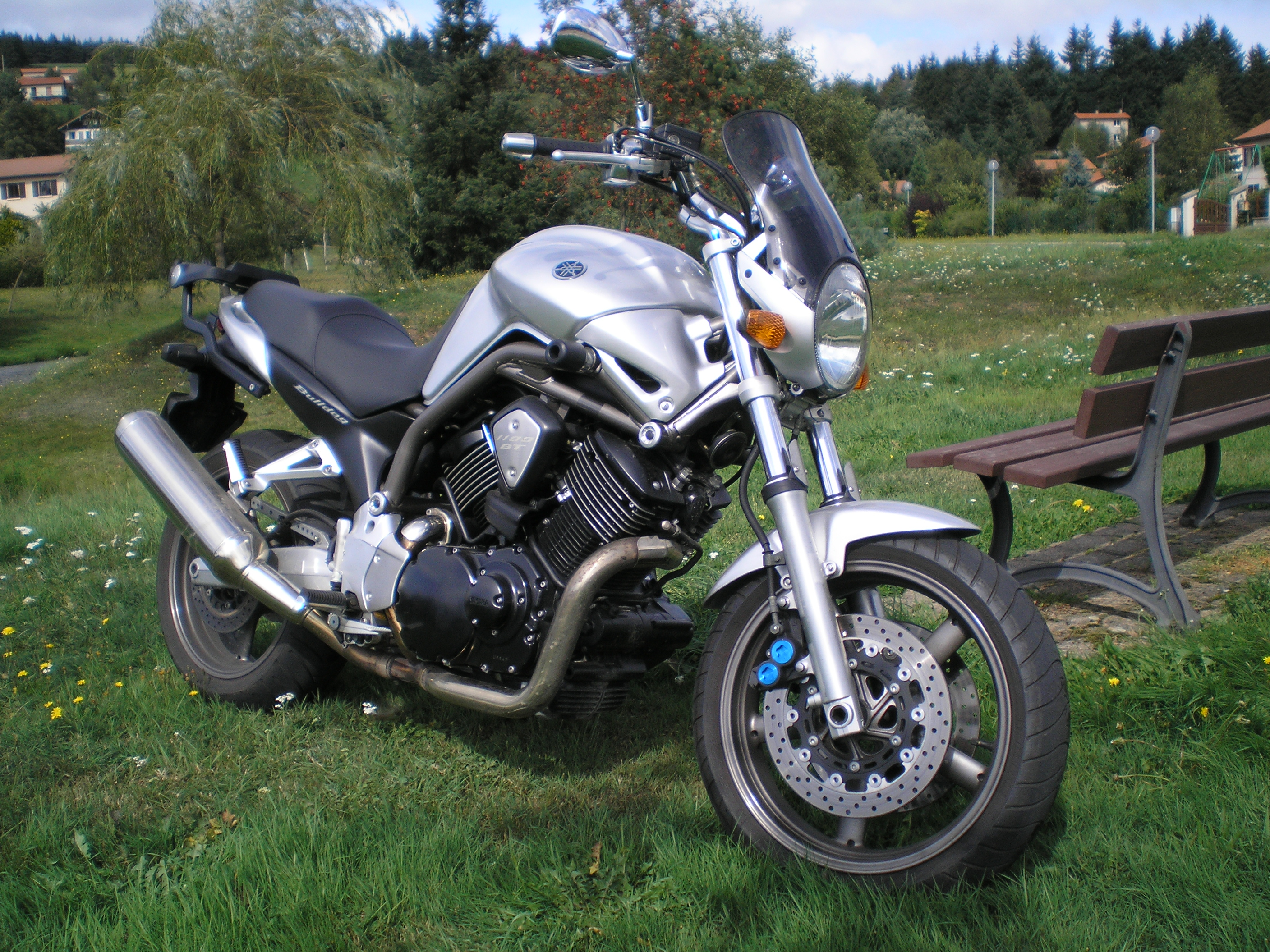
YAMAHA BT1100 Bulldog

BT1100とは、ベルガルダ・ヤマハ（現ヤマハ・イタリー）製の大型自動二輪車で、正式車名はBT1100 Bulldog（ビーティー1100ブルドッグ）である。

## 概要
アメリカンモデルからのエンジン転用、エンジン自体の強度を利用したフレームワークなどは、1981年に発表されたXV1000RH（TR-1）に通じており、同じコンセプトの後継車と言われている。またMT-01とは別プロジェクトで同時開発されていたとされる。
2001年より販売開始。エンジンはDS11と同系の空冷75度V型2気筒を独自のツインチューブバックボーンフレームに抱え、大型化されたエアクリーナーボックス、2-1-2に集合する大容量エキゾーストなど吸排気系を大幅に見直し、トルクや馬力の向上が図られている。
エンジンやブレーキ、キャブレターなどは日本製だが、サスペンションやフレーム、独特なデザインの外装は国外製を採用している。
チェーン駆動ではなく、シャフトドライブを採用。シャフトユニットと一体化されたアルミ製スイングアームとなっている。
2005年のモデルチェンジでは、エアインテーク形状等の外装や新デザインのメータまわり、イモビライザー採用などの変更を受けている。
2006年でヤマハ・イタリーでの生産は終了。キャブレター採用など古い設計が年々厳しくなる排ガス規制に適合できなくなったのが原因。また、FI(フューエルインジェクション)採用等による新設計を行うほど売れ行きがよくなかったことも生産中止の原因とされる。国内販売も2008年頃から中止されている。